# Čestin (Knić)
Pour les articles homonymes, voir Čestin.
Čestin (en serbe cyrillique : Честин) est un village de Serbie situé dans la municipalité de Knić, district de Šumadija. Au recensement de 2011, il comptait 595 habitants.

## Démographie
| 1948  | 1953  | 1961  | 1971  | 1981 | 1991 | 2002 | 2011 |
| ----- | ----- | ----- | ----- | ---- | ---- | ---- | ---- |
| 1 391 | 1 346 | 1 219 | 1 004 | 929  | 768  | 674  | 595  |

|  |